# Rust Epique
Rust Epique, artiestennaam van Charles Lopez (29 februari 1968 - 9 maart 2004), was een Amerikaanse gitarist en schilder.
Rust Epique trad op met de bands Crazy Town en pre)Thing. De eerste verliet hij na het uitbrengen van een album, omdat Rust Epique en de band verschillen van inzicht hadden. Het eerste album van pre)Thing kwam kort na het overlijden van de zanger en gitarist Rust Epique.
Epique stierf in maart 2004 aan een hartaanval.
- Nationale Bibliotheek van Tsjechië: xx0114788
- Virtual International Authority File: 120125129